# Hexatoma (Eriocera) mansueta
Hexatoma (Eriocera) mansueta is een tweevleugelige uit de familie steltmuggen (Limoniidae). De soort komt voor in het Oriëntaals gebied.